# رانیکا
رانیکا (به ایتالیایی: Ranica) یک کومونه در ایتالیا است که در استان برگامو واقع شده‌است.

## خصوصیات
رانیکا ۴٫۲ کیلومترمربع مساحت و ۵٬۹۸۴ نفر جمعیت دارد و ۲۹۳ متر بالاتر از سطح دریا واقع شده‌است.